# 黒千石大豆
黒千石大豆（くろせんごくだいず）は、黒豆の一種。
実は球形で他の黒大豆と比べて極小粒（100粒重は約10 - 11g）。種皮は光沢があり黒色。子葉色は緑色。葉数に特長があり、普通の大豆が9 - 10枚であるのに対して黒千石大豆は13 - 14枚。積算温度も普通の大豆が2300度であるのに対して2700度。2007年と2006年に日本食品分析センターが行った機能性成分分析結果では、他の黒大豆よりも大豆イソフラボンおよびポリフェノールの値が高い結果となっている。
2008年に北海道大学遺伝子病制御研究所により免疫を担うリンパ球が刺激されて感染抵抗力やがんへの免疫を高め、アレルギー症状を抑えるインターフェロンγの生成を促す物質が発見された。他の黒大豆や豆類に同様の効果が認められる物質は発見されていない。
ほか、抗酸化力の維持が可能な食材として好ましく健康に良い豆として有効利用を目指している。

## 生産
1941年（昭和16年）には北海道十勝地方の緑肥大豆として適当であるため暫定的限定優良品種とされた黒千石大豆。しかし栽培に手間がかかりすぎることから1970年代には生産がストップ。絶滅した品種といわれていた。しかしスローフードの流れから熱意ある人々の捜索により、約50粒の種が見つけられた。そのうちの28粒が発芽し、一旦、岩手県で増やされ、充分に生産できる数になってから、黒千石大豆の故郷である北海道で栽培が再開された。
現在では、黒千石事業協同組合（北竜町・乙部町他）が生産を推進している。また、2007年からソヤファーム株式会社のソヤファームクラブが黒千石大豆を理想の豆として着目し、積極的な取り組みを始めている。

## 加工食品
黒千石大豆を使った食品として、納豆、ケーキ、クッキー、和菓子、黒豆茶、雑穀商品、巻き寿司などがある。